# 5 février dans les chemins de fer
5 janvier 5 mars
Chronologies thématiques
- Croisades
- Sports
- Disney

Cette page concerne les événements qui se sont déroulés un 5 février dans les chemins de fer.

## Événements

### XIXesiècle
- Le 1846 France, Ligne Creil - Jeumont, l'assemblée générale des actionnaires de la compagnie accepte la cession de l'embranchement de Creil à Saint-Quentin.